# Tasemnice psí

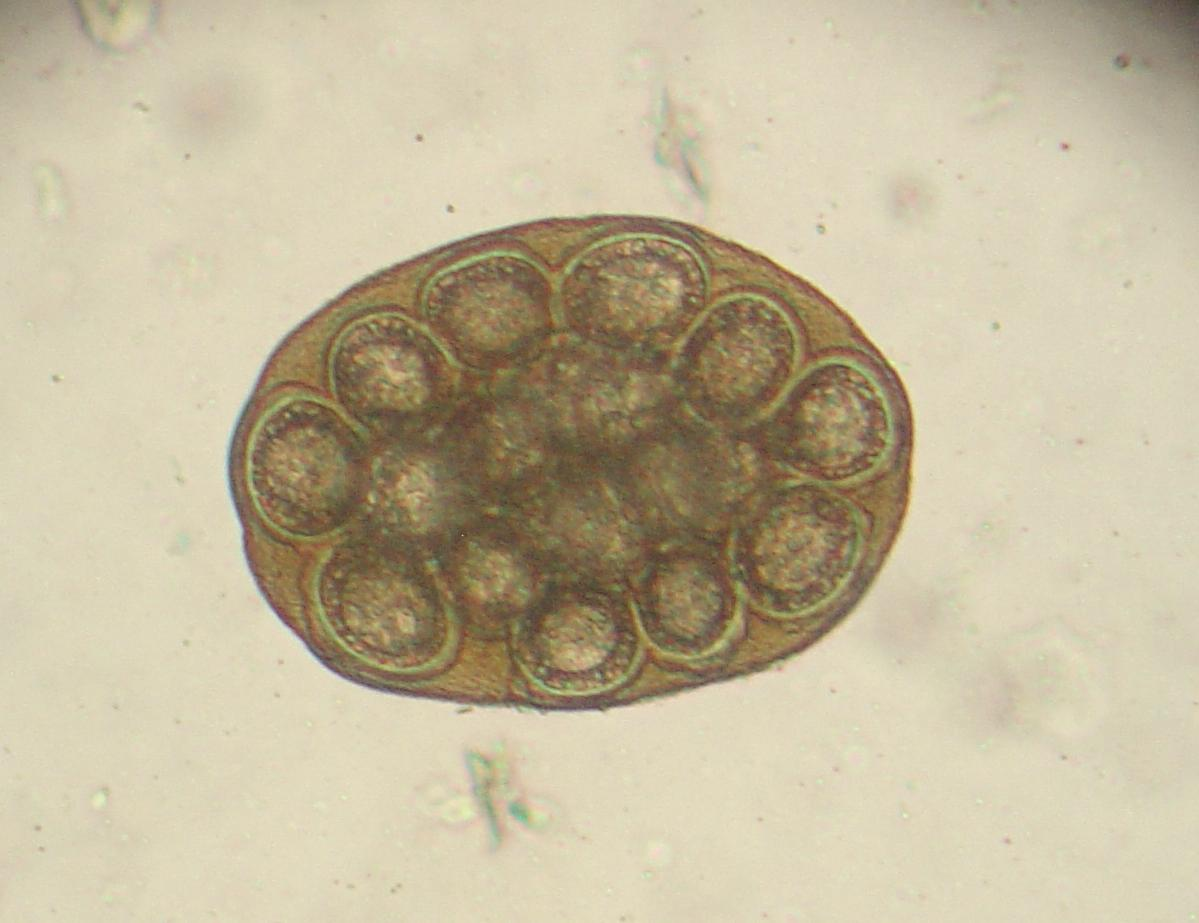
Kokon s vajíčky D. caninum

Tasemnice psí (Dipylidium caninum) je hojně rozšířeným parazitem z třídy tasemnic, který se lokalizuje ve střevě psů, koček, případně dalších psovitých a kočkovitých šelem, výjimečně u člověka. Vývojový cyklus tasemnice zahrnuje blechu jakožto mezihostitele. Tasemnice dosahuje délky 20–50 cm, šířky 4 mm a živí se střevním obsahem. U psů a koček probíhá infekce většinou bez příznaků, při masivních invazích může docházet k průjmům. Mezi anthelmintika působící proti tasemnici psí patří praziquantel, nitroskanát a bunamidin.